# Penundan
Penundan is een bestuurslaag in het regentschap Batang van de provincie Midden-Java, Indonesië. Penundan telt 2199 inwoners (volkstelling 2010).